# Baphia nitida
Baphia nitida is een struikachtige boom uit de vlinderbloemenfamilie (Leguminosae). De soort komt voor in Afrika en staat bekend als de "Afrikaanse sandelhout".

## Gebruik
Uit het hout van deze soort wordt een rode kleurstof gewonnen. Hiervoor wordt zowel de schors als het kernhout voor gebruikt. Verder is het hout ook een belangrijk ingrediënt in ose dudu, een soort zwarte zeep.

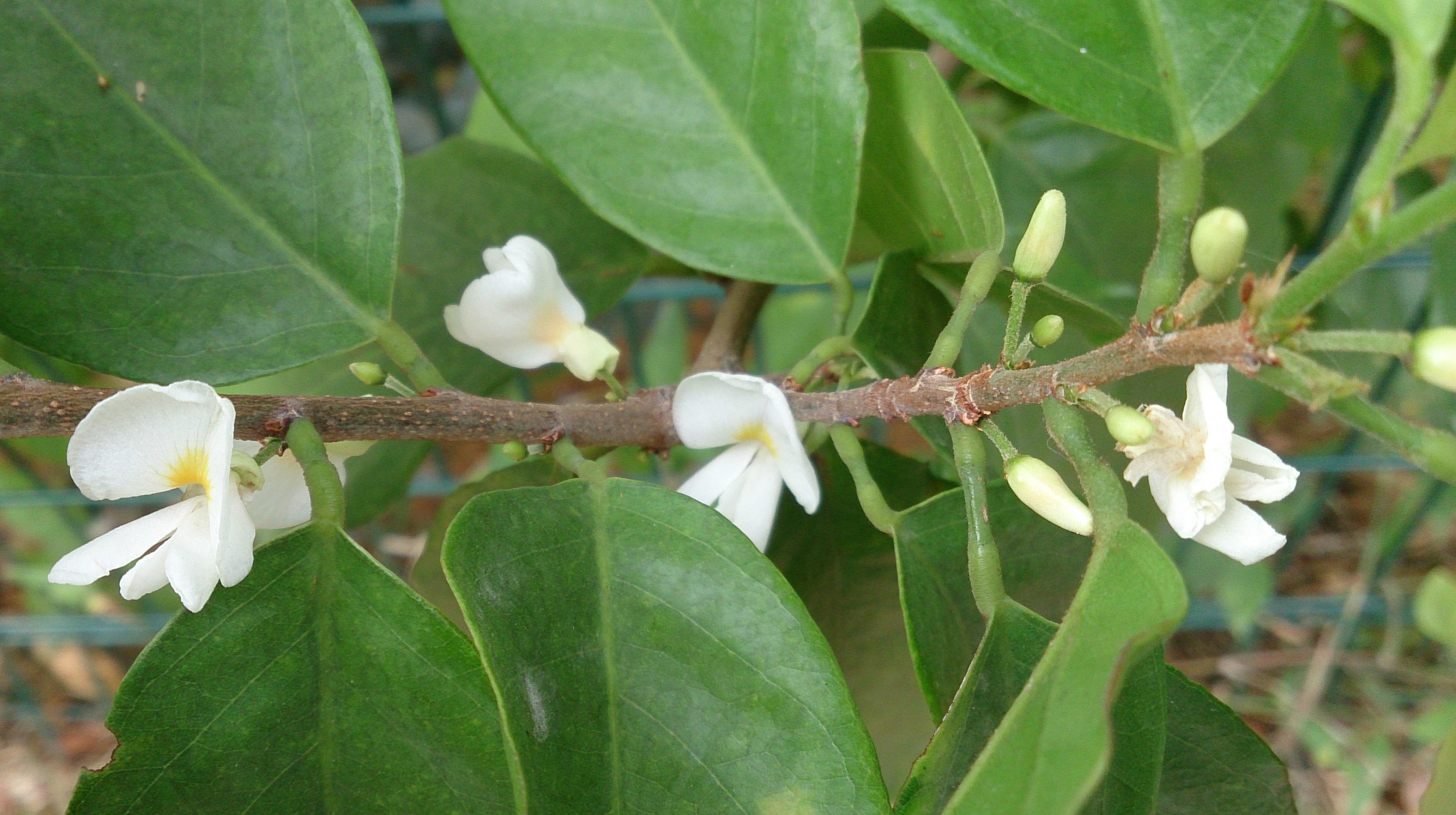
Bloemen